# Municipio de Blaine (condado de Wright)
El municipio de Blaine (en inglés: Blaine Township) es un municipio ubicado en el condado de Wright en el estado estadounidense de Iowa. En el año 2010 tenía una población de 688 habitantes y una densidad poblacional de 7,37 personas por km².

## Geografía
El municipio de Blaine se encuentra ubicado en las coordenadas 42°41′17″N 93°33′30″O / 42.68806, -93.55833. Según la Oficina del Censo de los Estados Unidos, el municipio tiene una superficie total de 93.41 km², de la cual 93,4 km² corresponden a tierra firme y (0 %) 0 km² es agua.

## Demografía
Según el censo de 2010, había 688 personas residiendo en el municipio de Blaine. La densidad de población era de 7,37 hab./km². De los 688 habitantes, el municipio de Blaine estaba compuesto por el 96,66 % blancos, el 0,29 % eran afroamericanos, el 0,15 % eran asiáticos, el 2,18 % eran de otras razas y el 0,73 % eran de una mezcla de razas. Del total de la población el 14,39 % eran hispanos o latinos de cualquier raza.